# Droga wojewódzka 396
Die Droga wojewódzka 396 (DW 396) ist eine 121 Kilometer lange Droga wojewódzka (Woiwodschaftsstraße) in der polnischen Woiwodschaft Niederschlesien und der Woiwodschaft Opole, die Oleśnica mit Ząbkowice Śląskie verbindet. Die Strecke liegt im Powiat Oleśnicki, im Powiat Namysłowski, im Powiat Oławski, im Powiat Strzeliński und im Powiat Ząbkowicki.

## Streckenverlauf
Woiwodschaft Niederschlesien
 Powiat Oleśnicki
-  Oleśnica (Oels) (S 8)
- Solniki Wielkie (Groß Zöllnig)
-  Bierutów (Bernstadt an der Weide, Bernstadt in Schlesien) (DW 451)
- Karwiniec (Langenhof)

Woiwodschaft Opole
 Powiat Namysłowski
- Przeczów (Prietzen)
- Mikowice (Lampersdorf)
- Brzozowiec (Wilhelminenort)

Woiwodschaft Niederschlesien
 Powiat Oławski
- Biskupice Oławskie (Bischwitz)
- Janików (Jankau)
- Stary Górnik (Bergel)
-  Oława (Ohlaun) (DK 94, DW 455)
-  Gaj Oławski (Goy) (DW 346)
- Pełczyce
-  Brzezimierz (A 4)
- Goszczyna (Gusten)

 Powiat Strzeliński
- Ośno (Krausenau)
- Brożec (Brosewitz)
- Ulsza
- Chociwel (Kuschlau)
-  Strzelin (Strehlen) (DK 39, DW 395)
- Strzegów (Striege)
- Kazanów (Schildberg)

 Powiat Ząbkowicki
- Wadochowice (Wiesenthal)
- Henryków (Heinrichau)
-  Ziębice (Münsterberg) (DW 385)
- Niedźwiednik (Bärwalde)
- Stolec (Stolz)
-  Ząbkowice Śląskie (Frankenstein) (DK 8, DW 382, DW 385)